# Marie Anna Karolína z Lichtenštejna
Marie Karolína z Lichtenštejna (německy Marie Karoline Anna von Liechtenstein, 24. října 1694, Vídeň – 16. července 1735 Hetzendorf) byla rakouská šlechtična, princezna z rodu Lichtenštejnů.

## Život
Princezna Marie Karolína se narodila v roce 1694 jako osmé dítě vysoce postaveného dvořana a diplomata, lichtenštejnského knížete Antonína Floriána a jeho manželky, české hraběnky Eleonory Barbory z Thun-Hohensteinu.
Marie Karolína byla dámou Řádu hvězdového kříže a od svého bratra, knížete Josefa Jana Adama z Lichtenštejna dostala darem panství se zámkem Hetzendorf u Vídně. Spolu s manželem později koupila ještě palác ve Vídni v ulici Wallnerstrasse. 
Zemřela jako vdova v roce 1734 ve věku 40 let v hetzendorfském zámku. Byla pohřbena v Paulanerkirche. 

### Manželství a rodina
14. května 1719 se ve Vídni provdala za ovdovělého hraběte Františka Viléma ze Salm-Reifferscheidtu (1670–1734), který se sňatkem s Marií Karolínou dostal do příbuzenského vztahu s knížetem Josefem Janem Adamem z Lichtenštejna nebo s hrabětem Bedřichem Augustem z Harrachu.
Z jejich manželství se narodil jediný syn: 
- Antonín Karel (1720-1769).